# Bercaeopsis tarsata
Bercaeopsis tarsata är en tvåvingeart som först beskrevs av Aldrich 1916.  Bercaeopsis tarsata ingår i släktet Bercaeopsis och familjen köttflugor. Inga underarter finns listade i Catalogue of Life.